# Мошанецька сільська рада
Мошане́цька сільська́ ра́да — адміністративно-територіальна одиниця та орган місцевого самоврядування в Кельменецькому районі Чернівецької області. Адміністративний центр — село Мошанець.

## Загальні відомості
- Населення ради: 1 442 особи (станом на 2001 рік)

## Населені пункти
Сільській раді підпорядковані населені пункти:
- с. Мошанець

## Склад ради
Рада складається з 16 депутатів та голови.
- Голова ради: Грубий Станіслав Дмитрович

### Керівний склад попередніх скликань
| Прізвище, ім'я, по батькові    | Основні відомості                                                         | Дата обрання | Дата звільнення |
| ------------------------------ | ------------------------------------------------------------------------- | ------------ | --------------- |
| Потерейко Володимир Михайлович | Сільський голова, 1953 року народження, освіта вища, безпартійний         | 26.03.2006   | 31.10.2010      |
| Потерейко Володимир Михайлович | Сільський голова, 1953 року народження, освіта вища, член Народної партії | 31.10.2010   | 26.10.2015      |

Примітка: таблиця складена за даними сайту Верховної Ради України

### Депутати
За результатами місцевих виборів 2010 року депутатами ради стали:

#### За суб'єктами висування
| Суб'єкт висування                                       | Кількість обраних депутатів | %    |
| ------------------------------------------------------- | --------------------------- | ---- |
| Партія регіонів                                         | 5                           | 31,3 |
| Політична партія Всеукраїнське об'єднання «Батьківщина» | 4                           | 25   |
| Народна партія                                          | 3                           | 18,8 |
| Самовисування                                           | 3                           | 18,8 |
| Політична партія «Фронт Змін»                           | 1                           | 6,3  |

#### За округами
| № округу                                                | Прізвище, ім'я, по батькові   | Дата визнання обраним | Освіта             | Партійна приналежність                        | Відомості про обраного депутата                                 |
| ------------------------------------------------------- | ----------------------------- | --------------------- | ------------------ | --------------------------------------------- | --------------------------------------------------------------- |
| Народна Партія                                          |                               |                       |                    |                                               |                                                                 |
| 2                                                       | Дудко Тамара Тихонівна        | 01.11.2010            | середня            | член Народної партії                          | Мошанецька сільська рада, секретар                              |
| 13                                                      | Керстенюк Ліда Василівна      | 01.11.2010            | вища               | член Народної партії                          | ПП «ЮГРО», бухгалтер                                            |
| 15                                                      | Горбатий Володимир Якович     | 01.11.2010            | середня            | член Народної партії                          | ПП «ЮГРО», завгосп                                              |
| Партія регіонів                                         |                               |                       |                    |                                               |                                                                 |
| 6                                                       | Кушнір Семен Миколайович      | 01.11.2010            | середня спеціальна | член Партії регіонів                          | Мошанецький дошкільний навчальний заклад, завгосп               |
| 7                                                       | Потерейко Тетяна Василівна    | 01.11.2010            | вища               | член Партії регіонів                          | «Земтехсервіс», інженер-землевпоряник                           |
| 8                                                       | Ганзюк Іван Олександрович     | 01.11.2010            | вища               | член Партії регіонів                          | приватний підприємець                                           |
| 9                                                       | Кушнір Семен Іванович         | 01.11.2010            | середня            | член Партії регіонів                          | Мошанецька ГРС, оператор                                        |
| 12                                                      | Назарчук Ліда Василівна       | 01.11.2010            | середня            | член Партії регіонів                          | Мошанецький фельдшерсько-акушерський пункт, фельдшер            |
| Політична партія Всеукраїнське об'єднання «Батьківщина» |                               |                       |                    |                                               |                                                                 |
| 1                                                       | Гойсак Лідія Андріївна        | 01.11.2010            | середня            | член Всеукраїнського об'єднання «Батьківщина» | Мошанецька загальноосвітня школа І-ІІІ ст., техпрацівник        |
| 5                                                       | Вишинська Марія Семенівна     | 01.11.2010            | вища               | член Всеукраїнського об'єднання «Батьківщина» | Мошанецька загальноосвітня школа І-ІІІ ст., вчитель             |
| 10                                                      | Гуйван Олександр Сидорович    | 01.11.2010            | середня            | член Всеукраїнського об'єднання «Батьківщина» | тимчасово не працює                                             |
| 11                                                      | Бурдельна Любов Зотіківна     | 01.11.2010            | вища               | член Всеукраїнського об'єднання «Батьківщина» | Мошанецька загальноосвітня школа І-ІІІ ст., вчитель             |
| Політична партія «Фронт Змін»                           |                               |                       |                    |                                               |                                                                 |
| 16                                                      | Беженар Віталіна Валентинівна | 01.11.2010            | вища               | член Політичної партії «Фронт Змін»           | приватний підприємець                                           |
| Самовисування                                           |                               |                       |                    |                                               |                                                                 |
| 3                                                       | Ганзюк Марина Віталіївна      | 01.11.2010            | вища               | позапартійна                                  | Державна податкова інспекція в Кельменецькому районі, інспектор |
| 4                                                       | Грубий Станіслав Дмитрович    | 01.11.2010            | вища               | позапартійний                                 | тимчасово не працює                                             |
| 14                                                      | Потерейко Роман Володимирович | 01.11.2010            | вища               | позапартійний                                 | Державна податкова інспекція в Кельменецькому районі, інспектор |

## Населення
Згідно з переписом УРСР 1989 року чисельність наявного населення сільської ради становила 1551 особа, з яких 701 чоловік та 850 жінок.
За переписом населення України 2001 року в сільській раді мешкало 1439 осіб.

### Мова
Розподіл населення за рідною мовою за даними перепису 2001 року:
| Мова       | Відсоток |
| ---------- | -------- |
| українська | 98,82 %  |
| російська  | 0,69 %   |
| молдовська | 0,42 %   |
| румунська  | 0,07 %   |